# Милутин Вучинић
Милутин Мијајлов Вучинић (12. април 1869 — Рим, 14. септембар 1922), је био црногорски официр (по чину дивизијски генерал) и политичар.